# Valentina Fedjuschina
Valentina Fedjuschina (ukrainisch Валентина Федюшина, Walentyna Fedjuschyna; * 10. Februar 1965 in Feodossija) ist eine ehemalige österreichische Kugelstoßerin ukrainischer Herkunft.
1988 nahm sie, für die Sowjetunion startend, an den Olympischen Spielen in Seoul teil, schied aber in der Qualifikation aus. Für das Vereinte Team der GUS startend, wurde sie Vierte bei den Leichtathletik-Halleneuropameisterschaften 1992 in Genua. Als Repräsentantin der Ukraine wurde sie 1993 bei den Leichtathletik-Hallenweltmeisterschaften in Toronto Vierte und bei den Leichtathletik-Weltmeisterschaften in Stuttgart Siebte. Ebenfalls Siebte wurde sie bei den Leichtathletik-Europameisterschaften 1994 in Helsinki, und 1995 folgte ein sechster Platz bei den Hallenweltmeisterschaften in  Barcelona und ein zehnter Platz bei den Weltmeisterschaften in Göteborg. 1996 gewann sie Bronze bei den Halleneuropameisterschaften in Stockholm und wurde Zwölfte bei den Olympischen Spielen in Atlanta. Bei den Weltmeisterschaften 1997 in Athen scheiterte sie in der Qualifikation.
1999 wurde sie österreichische Staatsbürgerin. Für ihr neues Land startend wurde sie Siebte bei den Weltmeisterschaften 1999 in Sevilla und Zwölfte bei den Olympischen Spielen 2000 in Sydney. 2002 wurde sie Vierte bei den Halleneuropameisterschaften in Wien und kam bei den Europameisterschaften in München auf den 13. Platz. 1994 und 1997 wurde sie Ukrainische Meisterin. Von 1999 bis 2004 wurde sie sechsmal in Folge Österreichische Meisterin im Freien, von 2000 bis 2004 fünfmal in der Halle.
Ihre persönliche Bestleistungen sind 21,08 m im Freien, erzielt am 15. Mai 1988 in Gatschrypsch, und 21,60 m in der Halle, erzielt am 28. Dezember 1991 in Simferopol. Mit 19,21 m im Freien (13. Juli 1999, Casablanca) und 18,67 m in der Halle (22. Januar 2000, Sindelfingen) hält sie die aktuellen österreichischen Rekorde.
Valentina Fedjuschina ist 1,90 m groß und wog zu Wettkampfzeiten 90 kg. Sie startete für den LCC Wien und war mit dem Diskuswerfer Wolodymir Sintschenko verheiratet.